# Llista de medallistes olímpics del joc d'estirar la corda
Aquesta és una llista dels medallistes olímpics del joc d'estirar la corda:

## Medallistes
| Edició         | Or | Argent | Bronze |
| 1900 París     | Equip mixtEdgar Aabye August Nilsson Eugen Schmidt Gustaf Söderström Karl Staaf Charles Winckler                                                                            | FrançaRaymond Basset · Jean Collas · Charles Gondouin · Joseph Roffo · Emile Sarrade · Francisco Henríquez                                                      | No es concedí |
| 1904 St. Louis | Estats UnitsOscar Olson · Sidney Johnson · Henry Seiling · Conrad Magnusson · Patrick Flanagan                                                                              | Estats UnitsMax Braun · William Seiling · Orrin Upshaw · Charles Rose · August Rodenberg                                                                        | Estats UnitsCharles Haberkorn · Frank Kugler · Charles Thias · Harry Jacobs · Oscar Friede                                                                             |
| 1908 Londres   | Regne UnitWilliam Hirons · Frederick Goodfellow · Edward Barrett · John James Shepherd · Frederick Humphreys · Edwin Mills · Albert Ireton · Frederick Merriman · John Duke | Regne UnitPatrick Philbin · James Clarke · Thomas Butler · Alexander Kidd · George Smith · Thomas Swindlehurst · Daniel Lowey · William Greggan · Charles Foden | Regne UnitWalter Tammas · William Slade · Alexander Munro · Ernest Ebbage · Thomas Homewood · Walter Chaffe · James Woodget · Joseph Dowler · T. J. Williams           |
| 1912 Estocolm  | SuèciaArvid Andersson · Adolf Bergman · Johan Edman · Erik Algot Fredriksson · Carl Jonsson · Erik Larsson · August Gustafsson · Herbert Lindström                          | Regne UnitAlexander Munro · John Sewell · John James Shepherd · Joseph Dowler · Edwin Mills · Frederick Humphreys · Mathias Hynes · Walter Chaffe               | No es concedí |
| 1920 Anvers    | Regne UnitGeorge Canning · Frederick Holmes · Edwin Mills · John James Shepherd · Harry Stiff · John Sewell · Frederick Humphreys · Ernest Thorn                            | Països BaixosWillem van Rekum · Marinus van Rekum · Willem van Loon · Henk Janssen · Wilhelmus Bekkers · Johannes Hengeveld · Sijtse Jansma · Antonius van Loon | BèlgicaÉdouard Bourguignon · Alphonse Ducatillon · Raymond Maertens · Christin Piek · Henri Pintens · Charles Van Den Broeck · François Van Hoorenbeek · Gustave Wuyts |